# لدهر
لدهر (به انگلیسی: Ludhar) یک روستا در پاکستان است که در پنجاب واقع شده‌است.